# Джон Пескаторе
Джон Пескаторе (англ. John Pescatore, 2 лютого 1964) — американський академічний веслувальник.
Бронзовий призер Олімпійських Ігор 1988 року в складі вісімки, учасник 1992 року.
Чемпіон світу 1987 року в складі вісімки.